# Moščnyj
Moščnyj (in russo Мощный; in finlandese Lavansaari; in svedese Lövskär; in estone Lavassaar) è una piccola isola del mar Baltico situata nella parte orientale del Golfo di Finlandia. Appartiene alla Russia, e fa parte del Kingiseppskij rajon dell'Oblast' di Leningrado. L'isola è priva di abitanti permanenti, salvo che per il personale dei tre fari e della stazione radar presenti su di essa; l'isola ha un eliporto e un vecchio aeroporto abbandonato.

## Geografia
Moščnyj si trova a circa 130 km ad ovest di San Pietroburgo ed a 90 km a sud di Vyborg. L'isola ha una superficie di 13,4 km², misura 7 km per 7 km e ha un'altezza massima di 16 m; è composta da due parti collegate da un istmo di sabbia  largo 0,3 km. La parte orientale, la penisola Promežutočnyj (полуостров Промежуточный), è molto più piccola di quella occidentale; entrambe le parti sono basse, fortemente frastagliate e ricoperte di foreste di conifere. A nord e a sud dell'istmo, delimitate dalla penisola Promežutočnyj ci sono due ampie baie: la Okol'naja (Бухта Окольная) e la Zaščitnaja (Бухта Защитная). A sud dell'isola c'è il lago Suurjarvi (озеро Суурярви), lungo1,6 km, ricco di pesci del genere Rutilus, di lucci e persici.
In direzione ovest, a 90 km, si trova l'isola di Gogland, mentre Malyj è situata a 6 km a est. La piccola isola V'junok (остров Вьюнок) è adiacente a nord-est; Podchodnyj (остров Подходный) a nord. A sud si trovano due piccoli isolotti: Bol'šoj Kosoj e Malyj Kosoj (Большой Косой, Малый Косой).

## Storia
Si ritiene che l'antico nome dell'isola "Lavensaari" sia formato dalle parole finlandesi lavea (ampia, estesa) e saari (isola), dovuto alle sue maggiori dimensioni rispetto alle isole vicine. L'isola, che è ora disabitata, ha avuto un apice di popolazione nel 1923 (1338 persone). Gli abitanti erano dediti alla pesca.
Sebbene vi siano state ritrovate tracce di insediamenti umani risalenti all'età del ferro, l'isola fu stabilmente abitata a partire dal XIV secolo, facendo parte dell'Impero svedese; al termine della grande guerra del Nord, l'isola passò all'Impero russo con il trattato di Nystad del 10 settembre 1721, fungendo da base avanzata per la Flotta del Baltico. Durante la prima guerra mondiale l'isola fu pesantemente fortificata, anche se durante gli eventi della rivoluzione d'ottobre fu facilmente catturata da un contingente di truppe finlandesi; passò poi ufficialmente alla Finlandia con il trattato di Tartu del 14 ottobre 1920, a patto che venisse demilitarizzata. Il 30 novembre 1939, primo giorno della guerra d'inverno tra Unione Sovietica e Finlandia, la piccola isola fu invasa ed occupata da un contingente di truppe sovietiche; fu poi annessa all'Unione Sovietica con il trattato di Mosca del 21 marzo 1940, e la popolazione finlandese (circa 1300 persone nel 1930) fu completamente espulsa.
Durante la seconda guerra mondiale l'isola divenne un'importante base della flotta sovietica, facendo da baluardo avanzato per la protezione della strategica Leningrado; per tale ragione fu spesso oggetto di incursioni da parte delle unità navali ed aeree di Germania e Finlandia, e nei suoi dintorni furono stesi da entrambe le parti diversi campi di mine navali, che richiesero anni per essere bonificati. La sovranità russa sull'isola fu poi riconfermata con l'armistizio di Mosca del 19 settembre 1944.